# Equivalencia sustancial
En el ámbito de la seguridad alimentaria, el concepto de equivalencia sustancial sostiene que la seguridad de un nuevo alimento, sobre todo si ha sido modificado genéticamente (MG), puede evaluarse comparándolo con un alimento tradicional similar que haya demostrado ser seguro en su uso normal a lo largo del tiempo. Fue formulado por primera vez como política de seguridad alimentaria en 1993, por la Organización de Cooperación y Desarrollo Económicos (OCDE).
Como parte de un proceso de pruebas de seguridad alimentaria, la equivalencia sustancial es el paso inicial, en el que se establecen las diferencias toxicológicas y nutricionales del nuevo alimento en comparación con un homólogo convencional; las diferencias se analizan y evalúan, y se pueden realizar más pruebas, lo que lleva a una evaluación final de la seguridad.
La equivalencia sustancial es el principio subyacente en la evaluación de la seguridad de los alimentos modificados genéticamente para una serie de organismos nacionales e internacionales, como la Agencia Canadiense de Inspección de Alimentos (CFIA), el Ministerio de Salud, Trabajo y Bienestar de Japón (MHLW), la Administración de Drogas y Alimentos de los EE. UU., la Organización de las Naciones Unidas para la Alimentación y la Agricultura (FAO) y la Organización Mundial de la Salud.

## Origen
El concepto de comparar los alimentos modificados genéticamente con los alimentos tradicionales como base para la evaluación de la seguridad se introdujo por primera vez como recomendación durante la Consulta Mixta FAO/OMS de Expertos sobre Biotecnología y Seguridad Alimentaria de 1990 (una conferencia científica de funcionarios e industriales), aunque no se utilizó el término equivalencia sustancial. Adoptando el término, la equivalencia sustancial fue formulada como política de seguridad alimentaria por la OCDE, descrita por primera vez en su informe de 1993, "Safety Evaluation of Foods Derived by Modern Biotechnology: Conceptos y principios". El término se tomó prestado de la definición de equivalencia sustancial de la FDA de 1976 para nuevos dispositivos médicos: según la Notificación previa a la comercialización 510 (k), un nuevo dispositivo de Clase II que es esencialmente similar a un dispositivo existente puede autorizarse para su lanzamiento sin más pruebas. El planteamiento subyacente de comparar un nuevo producto o técnica con otro ya existente se utiliza desde hace tiempo en diversos campos de la ciencia y la tecnología.

## Descripción
La OCDE basa el principio de equivalencia sustancial en una definición de seguridad alimentaria según la cual podemos suponer que un alimento es seguro para el consumo si se ha ingerido a lo largo del tiempo sin daños evidentes. Reconoce que los alimentos tradicionales pueden contener de forma natural componentes tóxicos (normalmente denominados antinutrientes ), como los glicoalcaloides solanina en las papas y alfa-tomatina en los tomates, que no afectan a su seguridad cuando se preparan y comen de manera tradicional.
El informe propone que, aunque la biotecnología amplía el alcance de la modificación de los alimentos, no introduce intrínsecamente un riesgo adicional y, por tanto, los productos modificados genéticamente pueden evaluarse de la misma manera que los productos criados convencionalmente. Además, la relativa precisión de los métodos biotecnológicos debería permitir centrar la evaluación en las áreas problemáticas más probables. El concepto de equivalencia sustancial se describe a continuación como una comparación entre un alimento modificado genéticamente y un alimento convencional similar, teniendo en cuenta el procesado de los alimentos y cómo se consumen normalmente, incluyendo la cantidad, los patrones dietéticos y las características de la población consumidora.

## Proceso de evaluación
La equivalencia sustancial es el punto de partida de la evaluación de la seguridad de los alimentos modificados genéticamente. Puede aplicarse en distintos puntos de la cadena alimentaria, desde el cultivo cosechado sin procesar hasta el ingrediente o producto final, dependiendo de la naturaleza del producto y del uso al que se destine. En el caso de una planta modificada genéticamente, el proceso global de evaluación puede considerarse en cuatro fases.
1. Análisis de equivalencia sustancial
Teniendo en cuenta los genes introducidos, las nuevas proteínas expresadas y los nuevos metabolitos secundarios
2. Análisis toxicológico y nutricional de las diferencias detectadas
Transferencia de genes, alergenicidad, características de degradación, biodisponibilidad, toxicidad y niveles de ingesta estimados
3. Evaluación toxicológica y nutricional
Si es necesario, pruebas adicionales de toxicidad, posiblemente incluyendo alimentos enteros (vuelta a la fase 2).
4. Evaluación final de la seguridad de la planta modificada genéticamente

## Avances tecnológicos
Se ha debatido sobre la aplicación de nuevos conceptos y métodos bioquímicos para evaluar la equivalencia sustancial, como el perfil metabólico y el perfil de proteínas. Estos conceptos se refieren, respectivamente, al espectro bioquímico completo medido (huella dactilar total) de compuestos (metabolitos) o de proteínas presentes en un alimento o cultivo. El objetivo sería comparar globalmente el perfil bioquímico de un nuevo alimento con el de un alimento existente para ver si el perfil del nuevo alimento entra dentro del rango de variación natural que ya presenta el perfil de los alimentos o cultivos existentes. Sin embargo, estas técnicas no se consideran suficientemente evaluadas, y aún no se han desarrollado normas, para aplicarlas. 

## Adopción
Los enfoques de la regulación de los alimentos modificados genéticamente varían según el país, aunque la equivalencia sustancial suele ser el principio subyacente de la evaluación de la seguridad de los alimentos modificados genéticamente. Este es el caso de las agencias nacionales e internacionales como la Agencia Canadiense de Inspección de Alimentos (CFIA), el Ministerio de Salud, Trabajo y Bienestar de Japón (MHLW), la Administración de Drogas y Alimentos de los Estados Unidos (FDA) y la Agencia de Alimentos y Agricultura de las Naciones Unidas. Organización Mundial de la Salud (FAO) y Organización Mundial de la Salud . En 1997, la Unión Europea estableció un nuevo procedimiento de evaluación de alimentos por el que, una vez que el productor ha confirmado la equivalencia sustancial con un alimento existente, la notificación gubernamental, acompañada de pruebas científicas, es el único requisito para la liberación comercial; sin embargo, los alimentos que contienen organismos modificados genéticamente (OMG) están excluidos y requieren una autorización obligatoria.
Para establecer la equivalencia sustancial, el fabricante somete el producto modificado a pruebas para detectar cambios inesperados en un conjunto específico de componentes, como toxinas, nutrientes o alérgenos, presentes en un alimento similar no modificado. A continuación, una agencia reguladora evalúa los datos del fabricante. Si los reguladores determinan que no hay diferencias significativas entre los productos modificados y los no modificados, por lo general no será necesario realizar más pruebas de seguridad alimentaria. Sin embargo, si el producto no tiene un equivalente natural, o muestra diferencias significativas con el alimento no modificado, o por otras razones que puedan tener los reguladores (por ejemplo, si un gen produce una proteína que no ha sido antes un componente alimentario), pueden exigirse más pruebas de seguridad.

## Cuestiones
Ha habido críticas sobre la eficacia de la equivalencia sustancial.